# Lưu Tiệp
Lưu Tiệp (tiếng Trung giản thể: 刘捷, bính âm Hán ngữ: Liú Jié, sinh tháng 1 năm 1970, người Hán) là chính trị gia nước Cộng hòa Nhân dân Trung Hoa. Ông là Ủy viên dự khuyết Ủy ban Trung ương Đảng Cộng sản Trung Quốc khóa XX, hiện là Thường vụ Tỉnh ủy Chiết Giang, Bí thư Thành ủy Hàng Châu. Ông từng là Thường vụ Tỉnh ủy, Bộ trưởng Bộ Tổ chức Tỉnh ủy Quý Châu, Tổng thư ký Tỉnh ủy Quý Châu; Thường vụ Tỉnh ủy, Tổng thư ký Tỉnh ủy Giang Tây.
Lưu Tiệp là đảng viên Đảng Cộng sản Trung Quốc, học vị Tiến sĩ Kỹ thuật, chức danh Cao cấp công trình sư. Ông có hơn 15 năm công tác trong xí nghiệp nhà nước trước khi chuyển sang tổ chức Đảng và chính quyền địa phương, là nhân vật chính trị gia thế hệ 70.

## Xuất thân và giáo dục
Lưu Tiệp sinh vào tháng 1 năm 1970 tại huyện Đan Dương, nay là thành phố cấp huyện Đan Dương thuộc địa cấp thị Trấn Giang, tỉnh Giang Tô, Cộng hòa Nhân dân Trung Hoa. Ông lớn lên và tốt nghiệp cao trung ở Đan Dương, đến năm 1988 thì thi cao khảo và đỗ Đại học Khoa học Kỹ thuật Bắc Kinh, tới thủ đô nhập học hệ luyện kim từ tháng 9 cùng năm và tốt nghiệp cử nhân chuyên ngành luyện kim cương thiết vào tháng 7 năm 1992. Ông được kết nạp Đảng Cộng sản Trung Quốc vào tháng 12 năm 1996. Vào tháng 9 năm 2000, ông bắt đầu theo học chương trình cao học về luyện kim cương thiết ở Đại học Khoa học Kỹ thuật Vũ Hán, nhận bằng Thạc sĩ Kỹ thuật vào tháng 6 năm 2003. Sau đó, từ tháng 6 năm 2005, ông là nghiên cứu sinh sau đại học tại Trường Quản lý kinh tế của Đại học Địa chất Trung Quốc, nghiên cứu về kinh tế sản nghiệp tài nguyên chuyên nghiệp và trở thành Tiến sĩ Kỹ thuật vào tháng 6 năm 2008.

## Sự nghiệp

### Xí nghiệp Tương Đàm
Tháng 8 năm 1992, sau khi tốt nghiệp Khoa Kỹ Bắc Kinh, Lưu Tiệp tới Tương Đàm, Hồ Nam, được phân công vào Nhà máy Luyện thép của Công ty Cương Thiết Tương Đàm – một xí nghiệp nhà nước – với vị trí là kỹ thuật viên. Trong giai đoạn đầu những năm 1992–96, ông được điều chuyển qua lại giữa cơ sở thứ nhất và cơ sở thứ hai của Nhà máy Luyện thép, đến tháng 10 năm 1996 thì được phân công làm Phó Chủ nhiệm của bộ phận lò chuyển oxy kiềm của Nhà máy Luyện thép thứ hai, rồi Chủ nhiệm từ tháng 5 năm 1998. Tháng 7 cùng năm, ông được thăng chức làm Phó Xưởng trưởng Nhà máy Luyện thép thứ hai, trở thành Xưởng trưởng từ tháng 3 năm 2000. Vào lúc này, Công ty Cương Thiết Tương Đàm được chuyển đổi thành Tập đoàn Cương Thiết Tương Đàm (Tương Cương), Lưu Tiệp được điều chuyển làm Trợ lý Tổng giám đốc tập đoàn kiêm Xưởng trưởng nhà máy và Trợ lý Giám đốc bộ phận nghiệp vụ của Công ty hữu hạn cổ phần Hoa Lăng Hồ Nam (Valin Steel) – xí nghiệp kết hợp các hãng thép Hồ Nam. Đến tháng 12 cùng năm, ông nhậm chức Phó Tổng giám đốc Tương Cương, rồi là Tổng giám đốc, Đồng sự chấp hành từ tháng 6 năm 2005.

### Tổ chức địa phương
Tháng 8 năm 2008, sau hơn 15 năm làm việc ở Tương Cương, Lưu Tiệp được điều tới Chính phủ Nhân dân tỉnh Hồ Nam, nhậm chức Sảnh trưởng Sảnh Thương vụ, rồi kiêm nhiệm thêm là Phó Bí thư Ủy ban Công tác Đảng Khu thí nghiệm "lưỡng hình thái xã hội" Trường Chu Đàm từ tháng 6 năm 2011. Đến tháng 12 cùng năm, ông được điều tới Giang Tây, phân về Phó Bí thư Thị ủy Tân Dư, được bầu làm Thị trưởng Tân Dư, rồi sau đó là Bí thư Thị ủy Tân Dư từ tháng 8 năm 2013. Sang tháng 9 năm 2016, ông giữ chức Phó Tổng thư ký Tỉnh ủy Giang Tây trong thời gian ngắn, rồi được bầu vào Ủy ban Thường vụ Tỉnh ủy, là Tổng thư ký Tỉnh ủy Giang Tây, cấp phó tỉnh từ tháng 11 cùng năm ở tuổi 46, trở thành Thường vụ Tỉnh ủy thế hệ 70 đầu tiên trong cả nước. Tháng 5 năm 2018, Lưu Tiệp được điều tới Quý Châu, được chỉ định vào Ủy ban Thường vụ Tỉnh ủy, giữ chức Tổng thư ký Tỉnh ủy Quý Châu. Sau đó 2 năm, vào tháng 7 năm 2020, ông là Bộ trưởng Bộ Tổ chức Tỉnh ủy Quý Châu, kiêm Hiệu trưởng Trường Đảng Tỉnh ủy, Viện trưởng Học viện Hành chính Quý Châu. Ngày 2 tháng 12 năm 2021, Lưu Tiệp được điều tới Chiết Giang, là Ủy viên Ủy ban Thường vụ Tỉnh ủy Chiết Giang, phân về thủ phủ làm Bí thư Thành ủy Hàng Châu, thay thế Chu Giang Dũng – chính trị gia bị kỷ luật khai trừ khỏi Đảng, khởi tố và truy tố vì vi phạm kỷ luật và pháp luật. Tại Chiết Giang trong 30 năm tính đến thời điểm này, Bí thư Thành ủy Hàng Châu đều từng công tác trong tỉnh, giữ các chức vụ trước khi trở thành lãnh đạo thành phố thủ phủ, và Lưu Tiệp là người phá vỡ thông lệ đó khi được điều tới Hàng Châu. Cuối năm 2022, ông là đại biểu của đoàn Chiết Giang dự Đại hội Đảng Cộng sản Trung Quốc lần thứ XX. Trong quá trình bầu cử tại đại hội, ông được bầu là Ủy viên dự khuyết Ủy ban Trung ương Đảng Cộng sản Trung Quốc khóa XX.